# Kościół Mariacki w Anklam
Kościół Mariacki (niem. Marienkirche) – gotycka świątynia luterańska znajdująca się w niemieckim mieście Anklam.

## Historia
Kościół wzniesiono w połowie XIII wieku, pierwsza wzmianka o nim pochodzi z 1296 roku. Pod koniec XV wieku rozpoczęto rozbudowę świątyni, powstało trójnawowe prezbiterium oraz zakrystia. Od 1535 odprawiane są tu nabożeństwa protestanckie. Świątynia została zniszczona podczas oblężenia miasta przez wojska Brandenburgii w latach 1676–1677, odbudowano ją dzięki pomocy elektora. W 1806 roku, podczas okupacji napoleońskiej, budynek pełnił funkcję magazynu siana i słomy. W 1814 uruchomiono nowe organy, a dwa lata później wzniesiono nowy hełm wieży. W 1887 roku zniszczoną w pożarze iglicę zastąpiono nową, wysoką na prawie 100 m, i zawieszono nowe dzwony. W 1936 roku, podczas prac konserwatorskich, odkryto gotyckie freski na filarach i sklepieniach. 
W 1943 budynek znacząco ucierpiał w trakcie nalotów bombowych, cenne elementy wyposażenia skryto w pałacu w Schwerinsburgu, lecz zostały one zniszczone podczas jego pożaru w 1945 roku. W 1947 wieżę przykryto dachem dwuspadowym, zainstalowano ołtarz główny, krucyfiks, dzwon przewieszony z kościoła św. Mikołaja oraz dwa nowe dzwony. W 1957 miała miejsce ponowna konsekracja świątyni, a w 1962 zainstalowano ocalały obraz z ołtarza głównego, figurę Marii Panny i nowe organy. W 2014 roku dwa powojenne dzwony zastąpiono pięcioma nowymi instrumentami odlanymi w Karlsruhe.

## Architektura
Świątynia trójnawowa, o układzie halowym, reprezentująca gotyk ceglany. Pierwotnie planowano budowę dwóch wież, lecz z niewiadomych przyczyn północna wieża nie została zrealizowana, a w jej miejscu urządzono kaplicę, służącą dziś wspólnocie jako kościół zimowy. Wieża południowa przykryta jest dwuspadowym dachem, z którym wznosi się na wysokość 64 m. Filary naw zdobią freski.

## Wyposażenie
W prezbiterium ulokowano ołtarz z krucyfiksem, ambonę i późnogotycką chrzcielnicę, wnętrze zdobią również renesansowe i barokowe epitafia. W północnej nawie znajduje się tablica upamiętniająca reformatora Jana Bugenhagena, a w kaplicy służącej jako kościół zimowy zainstalowano figurę Maryi pochodzącą z przedwojennego ołtarza głównego. 30-głosowe organy wykonano w 1962 roku w warsztacie Alexander Schuke Potsdam Orgelbau, zastąpiły one poprzedni instrument autorstwa Friedricha Wilhelma Kaltschmidta. Z tego samego warsztatu pochodzi znacznie mniejszy instrument w kościele zimowym.

### Dzwony
Największym dzwonem na wieży kościoła jest Apostelglocke. Odlał go w 1450 roku Rickert de Monkehagen, waży około 4500 kg i ma ton h°. Przed II wojną światową był największym z dzwonów kościoła św. Mikołaja. Podczas wojny spadł z jego wieży, wyszczerbił się i stracił koronę. W 1947 roku zawieszono go na wieży kościoła Mariackiego wraz z dwoma nowymi dzwonami z ludwisarni Schilling w Apoldzie. W latach 90. zrezygnowano z użytkowania dzwonu z powodu słabego stanu technicznego wieży oraz osprzętu instrumentu. W maju 2014 w ludwisarni Bachert w Karlsruhe odlano pięć nowych dzwonów, które zastąpiły dwa dzwony z 1947 roku. Jeden ze starych dzwonów ustawiono wewnątrz kościoła, a drugi sprzedano. We wrześniu 2014 nowe instrumenty zawieszono na wieży, a 5 października tegoż roku uroczyście je uruchomiono.

## Galeria

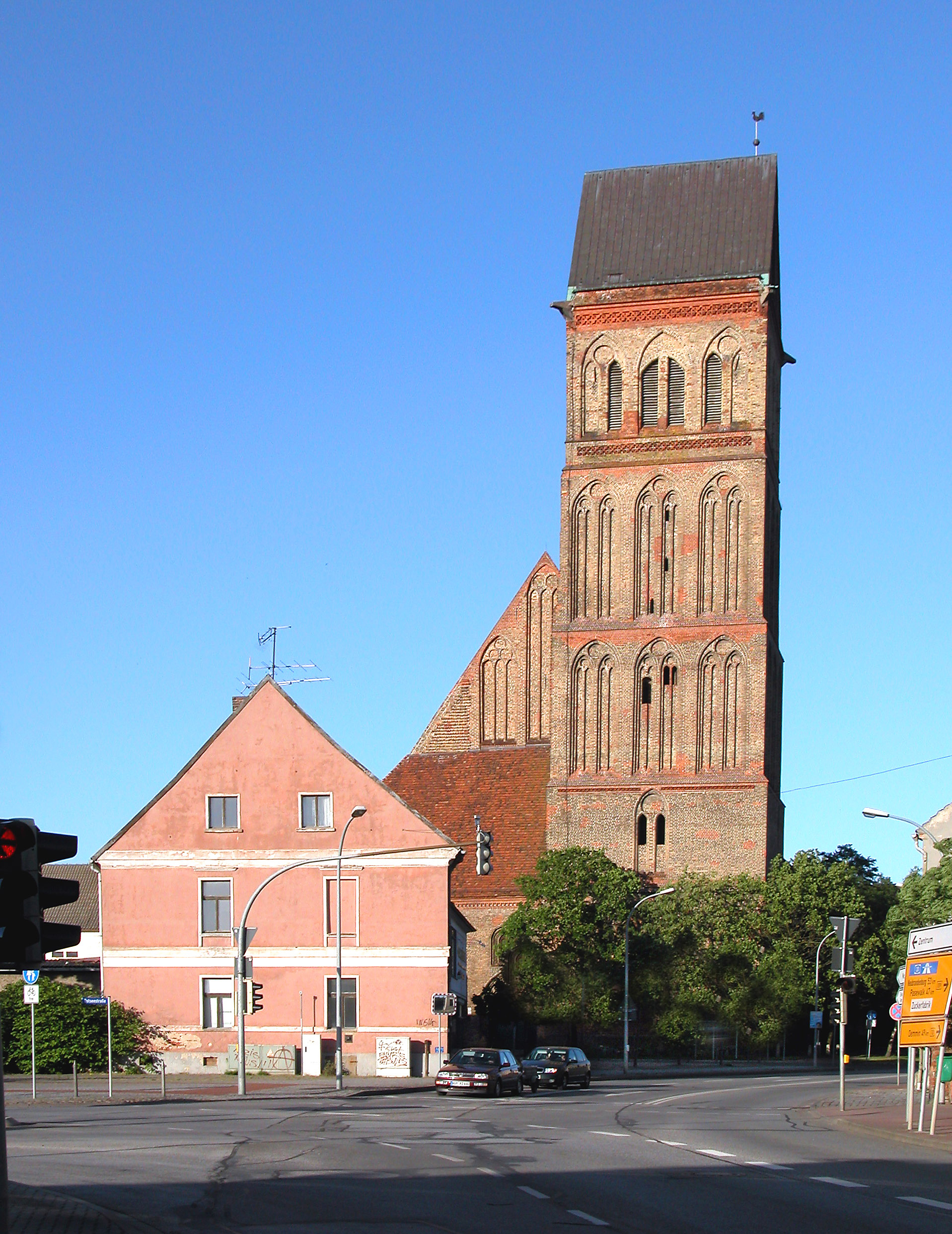
Widok z południowego zachodu
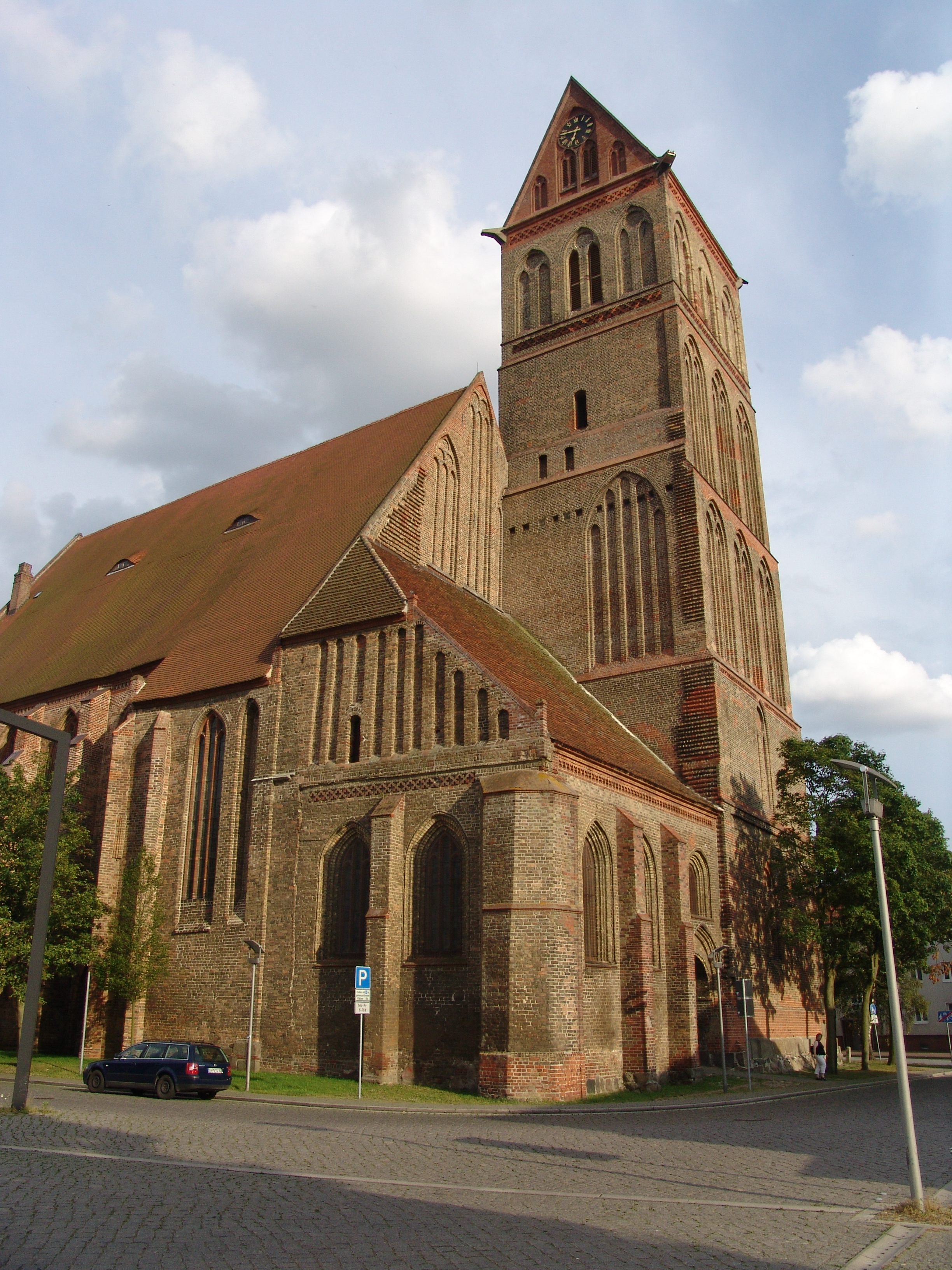
Widok z północnego zachodu
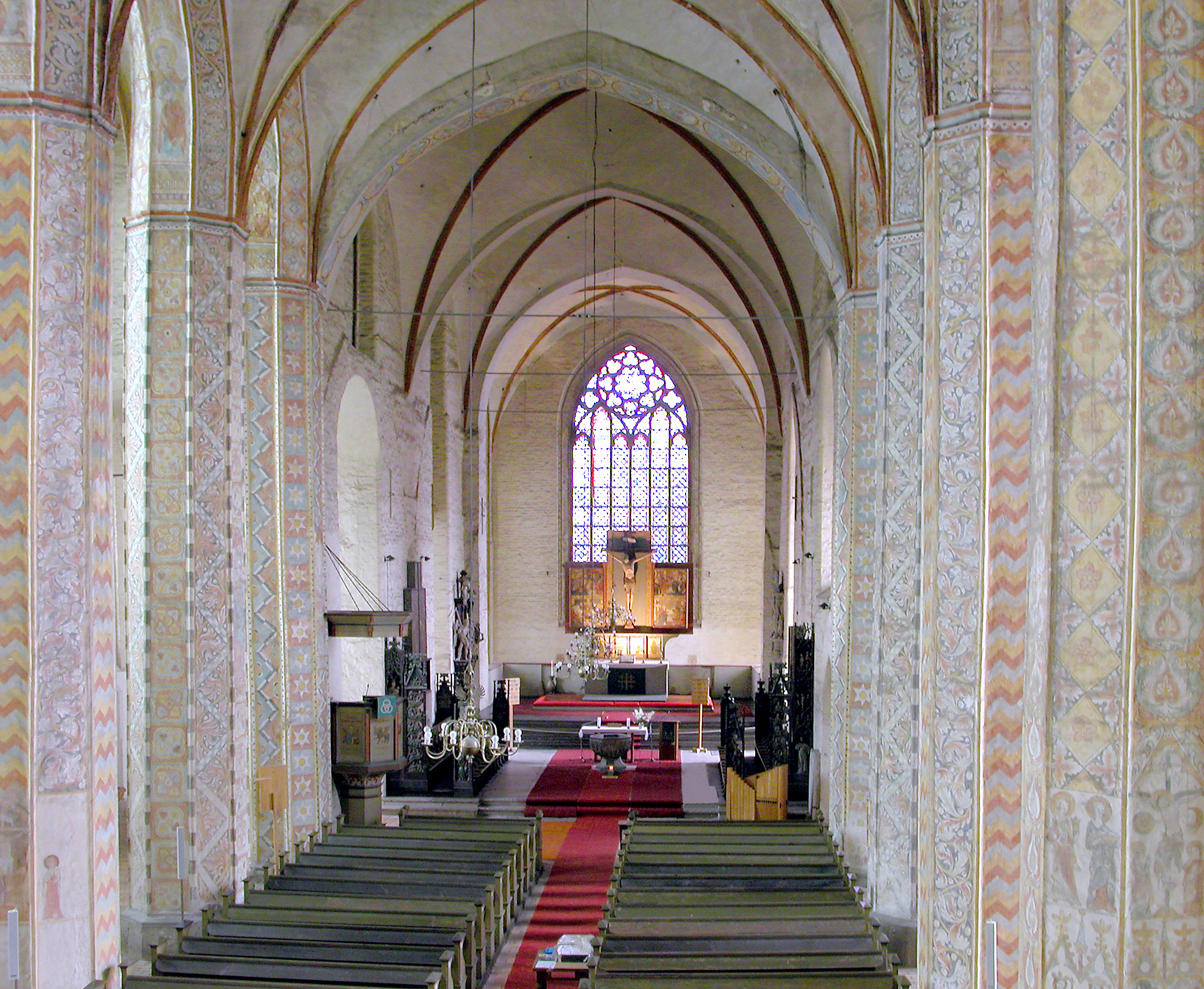
Wnętrze
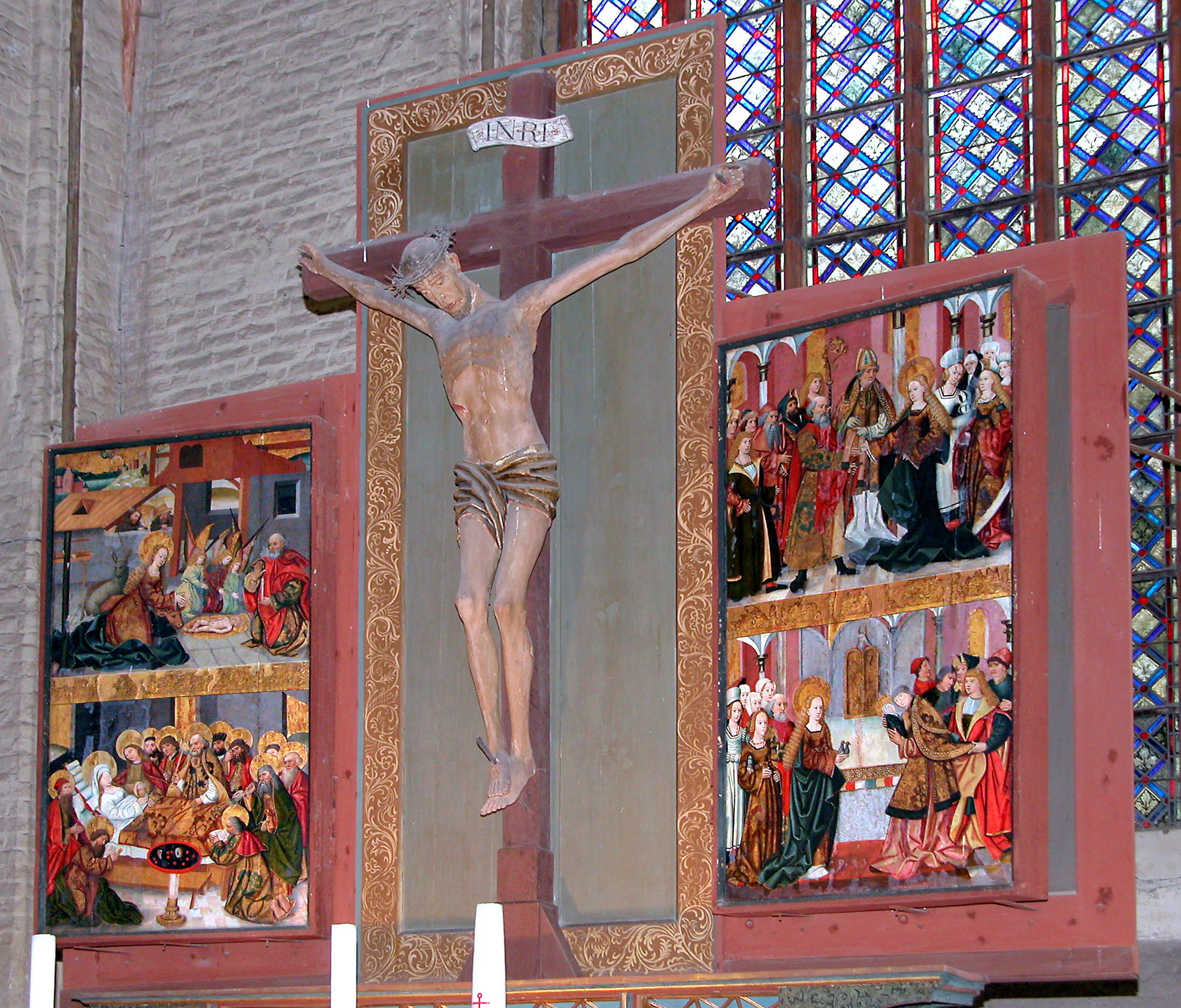
Ołtarz główny
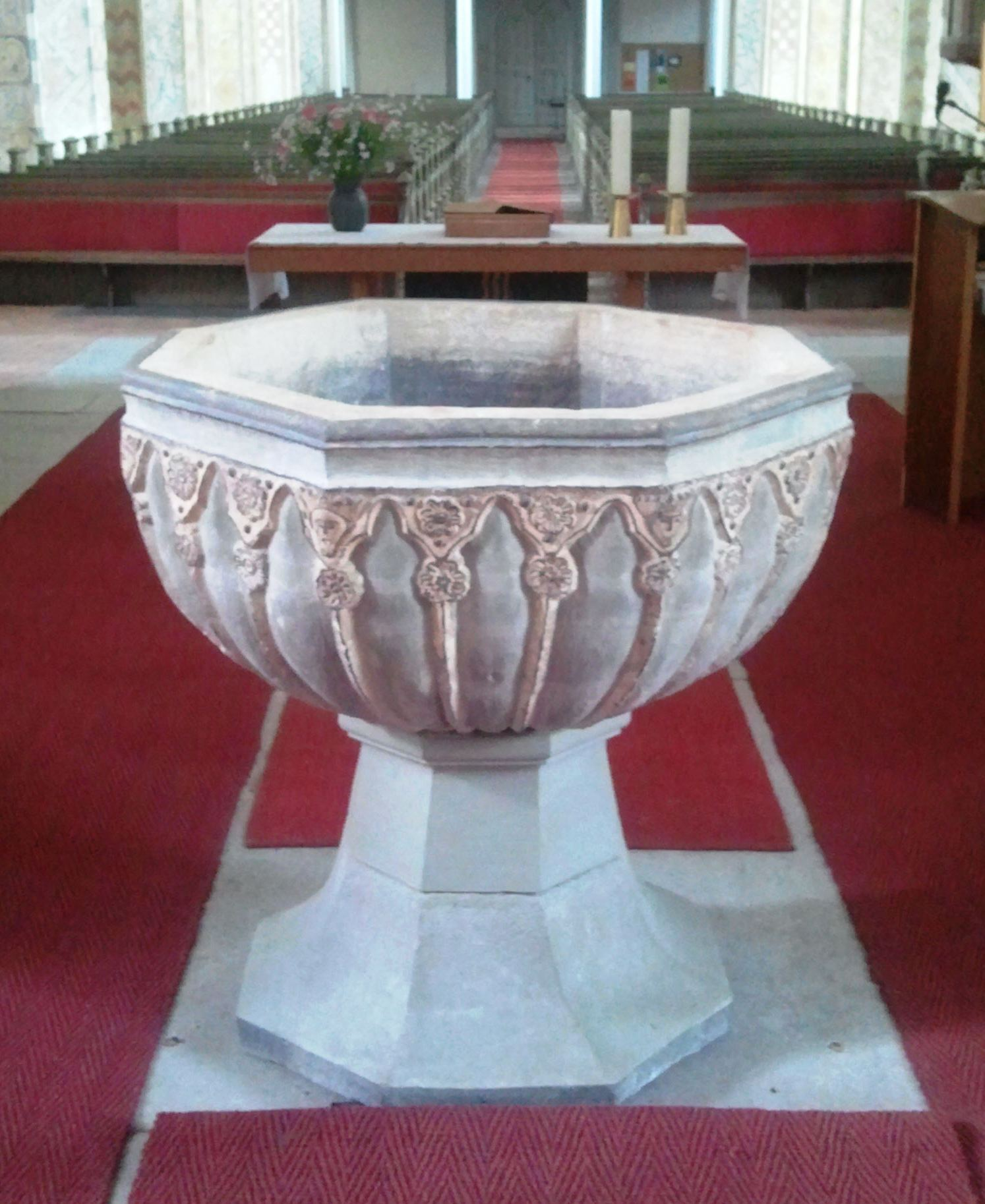
Chrzcielnica
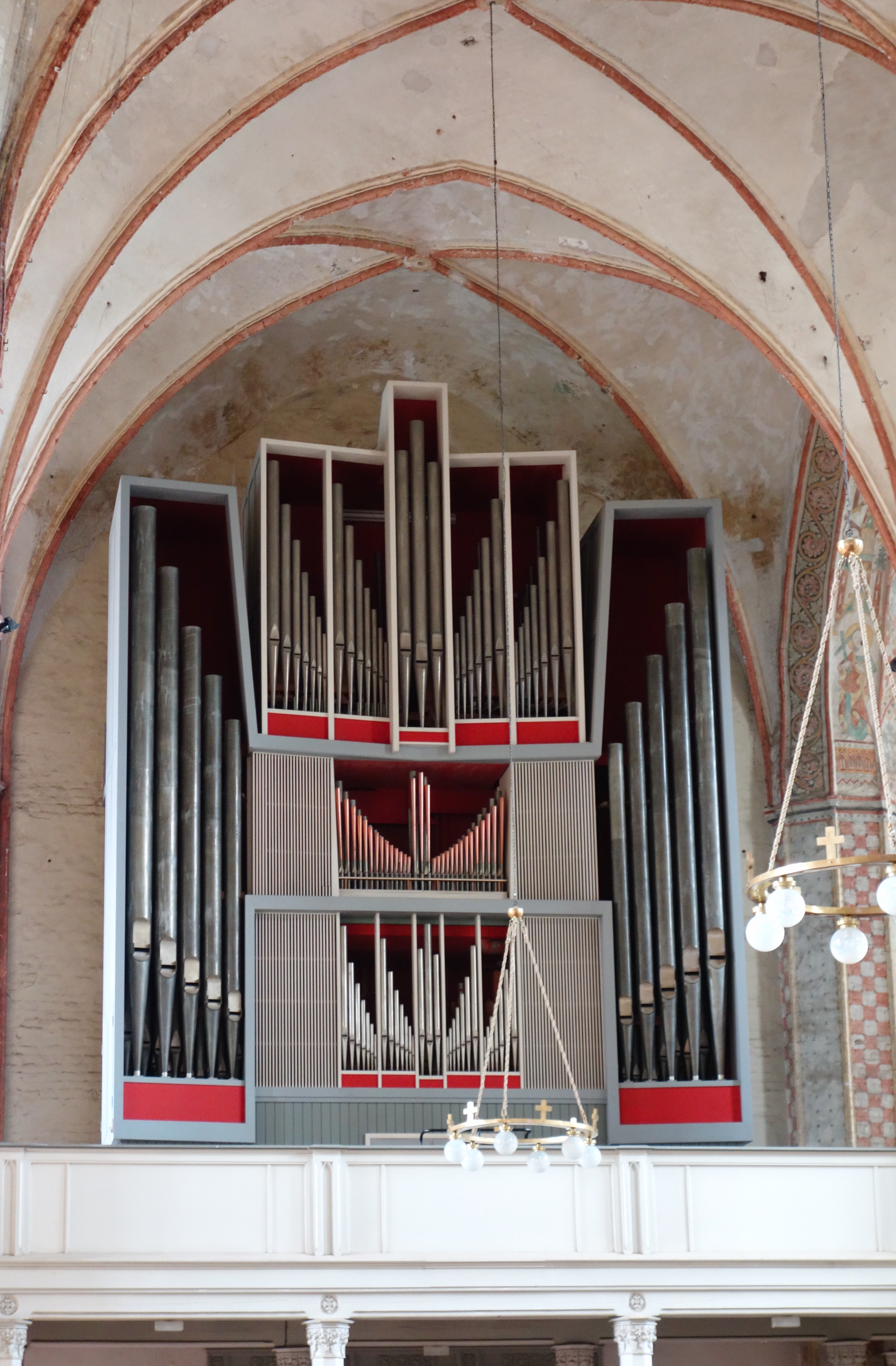
Organy
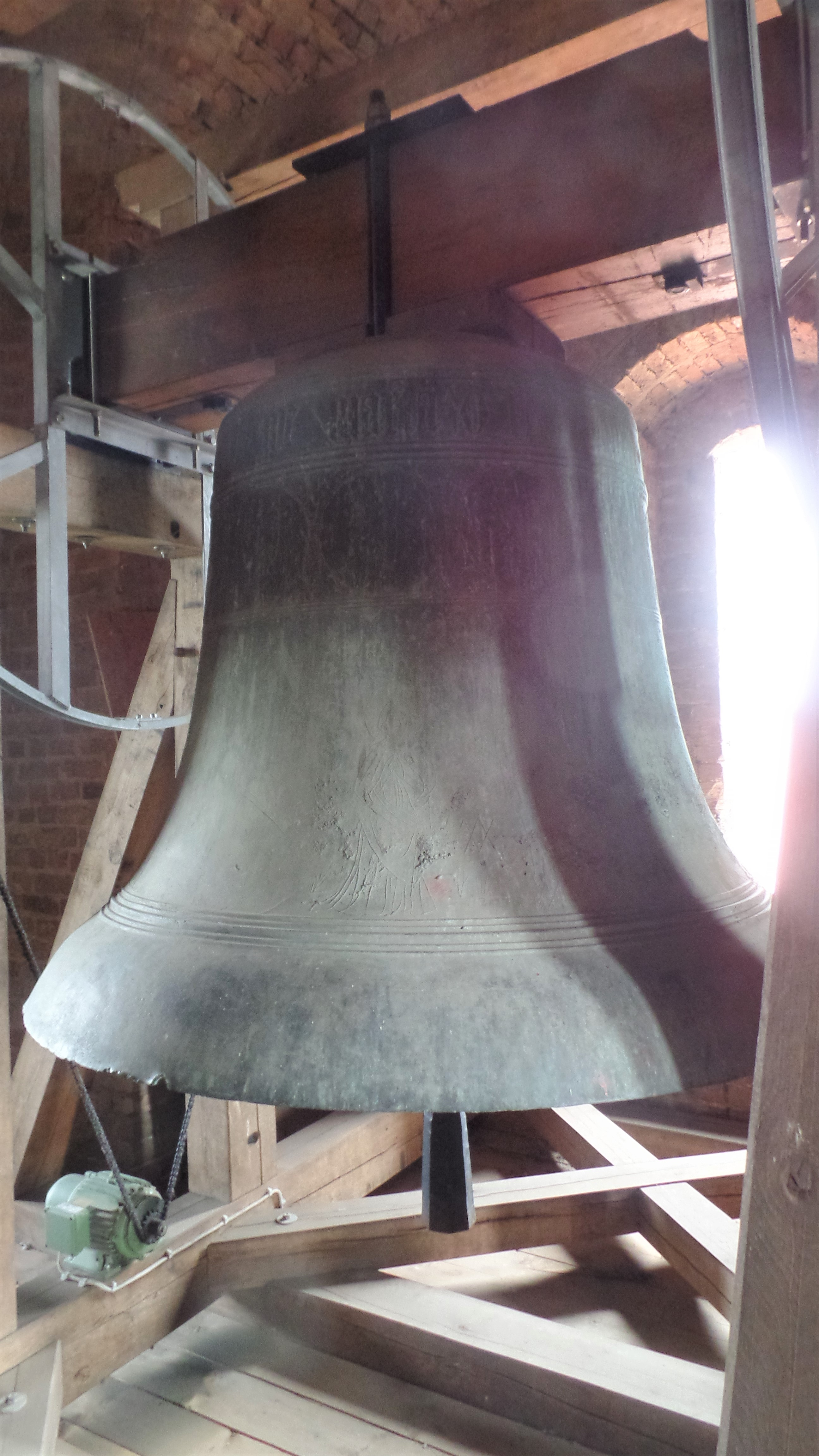
Apostelglocke